# 郭堡水库
郭堡水库是中国山西省晋中市太谷县境内的一座水库，位于象峪河上，建于1958年。水库正常库容为1180万立方米，集雨面积为229平方千米，海拔为931米。